# Sean Fallon (football)
Pour les articles homonymes, voir Sean Fallon.
Sean Fallon, né le 31 juillet 1922 à Sligo (Irlande) et mort le 18 janvier 2013, est un footballeur international et entraîneur irlandais.

## Carrière
Surnommé The Iron Man, Sean Fallon dispute l'essentiel de sa carrière au Celtic Football Club de Glasgow dans les années 1950 (il en est même un temps le capitaine, avant le recrutement de Jock Stein), pour lequel il dispute 254 matchs et inscrit 14 buts, essentiellement au poste de défenseur latéral.
En 1962, peu après sa retraite sportive, il devient l'adjoint de son ancien coéquipier Jock Stein, et fait à ce titre partie des fameux Lisbon Lions, les vainqueurs de la Coupe d'Europe des clubs champions en 1967. Pendant une bonne partie de la saison 1975-1976, il assure l'intérim sur le banc du club du fait de l'incapacité de Stein victime d'un accident de voiture. Au retour de Stein, il se voit confier par le club un poste de recruteur.
En 1980-1981, il réalise une pige d'une saison sur le banc du club écossais Dumbarton FC, avec un succès mitigé.

## Palmarès de joueur
- Champion d'Écosse en 1954
- Vainqueur de la Coupe d'Écosse en 1951 et 1954
- Finaliste de la Coupe d'Écosse en 1955 et 1956
- Vainqueur de la Coupe de la Ligue écossaise en 1957 et 1958

## Sources
- (en) Stephen McGarrigle, The Complete who's who of Irish international football : 1945-1996, Edimbourg, Mainstream Publishing, octobre 1996, 237 p. (ISBN 1-85158-894-9), p. 66